# Adolf von Baeyer
Adolf von Baeyer, né Johann Friedrich Wilhelm Adolf Baeyer le 31 octobre 1835 à Berlin et mort le 20 août 1917 à Starnberg (Empire allemand) est un chimiste allemand qui synthétisa l'indigo et obtint en 1905 le prix Nobel de chimie après avoir été lauréat de la médaille Davy en 1881. Il est devenu membre étranger de la Royal Society le 10 décembre 1885.

## Nom
Son nom de baptême est Johann Friedrich Wilhelm Adolf Baeyer, mais il fut la plupart du temps au cours de sa vie appelé simplement « Adolf Baeyer ». En 1885, pour son cinquantième anniversaire, il reçoit un titre de noblesse héréditaire de Bavière, et change donc son nom en « von Baeyer ».

## Biographie
Adolf von Baeyer est né à Berlin le 31 octobre 1835. Il est le fils de Johann Jacob Baeyer, officier prussien et géomètre.
Il étudie dans un premier temps les mathématiques et la physique à l'université de Berlin, puis il déménage par la suite à Heidelberg pour étudier la chimie avec Robert Bunsen. Il y est très influencé par August Kekulé et ses travaux en chimie organique,.
En 1858, il présente à l'université Humboldt de Berlin sa thèse de doctorat, intitulée De arsenici cum methylo conjunctionibus,  qu'il obtient avec mention cum laude. Il suit alors Kekulé à l'Université de Gand, où ce dernier devient professeur.
En 1860, il obtient son habilitation universitaire, qui lui permet de porter le titre de privatdozent, puis il dirige jusqu'en 1872 un laboratoire de chimie organique à Berlin (à l’École industrielle de Berlin-Charlottenburg[Information douteuse]). Il obtient entre-temps, en 1866, un poste de professeur à l'université Humboldt de Berlin[réf. souhaitée].
En 1872, il devient professeur à l'université de Strasbourg. En 1875, il est installé professeur de chimie à l'Université de Munich à la suite de Justus von Liebig, et participe à la création d'un nouveau laboratoire de premier plan.
En 1881, il reçoit la médaille Davy de la Royal Society de Londres pour ses travaux sur l'indigo. Il obtient par la suite la médaille Liebig en 1903.
En 1905, il obtient le prix Nobel de chimie « pour les services rendus à l'avancement de la chimie organique et industrielle, grâce à ses travaux sur les colorants organiques et les composés hydroaromatiques »,,.
En 1914, il signe le Manifeste des 93.

## Recherches

### Composés organiques cycliques
Il étudie les polyacétylènes, les sels d'oxonium, les composés nitroso (1869), ainsi que les dérivés de l'acide urique (1860 et années suivantes), avec en particulier la découverte de l'acide barbiturique (1864), composé souche des barbituriques. Il fut le premier à trouver la formule correcte de l'indole en 1869, dont il avait décrit la synthèse trois ans plus tôt.
Durant la même période, il découvre la phénolphtaléine. En 1871, il découvre une méthode de synthèse de la phénolphthaléine par condensation de l'anhydride phtalique sur deux équivalents de phénol, en milieu acide (la molécule tirant son nom de la contraction des noms des deux réactifs). La même année, il est le premier à synthétiser la fluorescéine, un pigment fluorophore, jusque-là uniquement synthétisé par des micro-organismes (Pseudomonas par exemple), et connu alors sous le nom de « pyoverdine ». Von Baeyer nomma sa découverte « résorcinphthaléine » puisque synthétisée à partir d'anhydride phtalique et de résorcine. Le terme fluorescéine sera finalement utilisé, à partir de 1878.
En 1872 il effectue des recherches sur le phénol et le formaldéhyde, travaux annonçant ceux de Leo Baekeland, qui découvrira par la suite la Bakélite.
En chimie théorique, il contribue à la théorie des liaisons triples. Il est aussi connu pour l'introduction de la théorie de la tension de Baeyer dans les petits cycles contenant moins de six atomes de carbone.

### Colorants organiques
En très bon expérimentateur, Adolf von Baeyer consacre une grande partie de ses recherches aux colorants de synthèse. À partir de 1865, il commence à travailler sur la teinture indigo (indigotine). Il est le premier à en réussir une synthèse totale, dès 1878 à partir de l'isatine[réf. souhaitée]. En 1882 il publie un nouveau procédé, connu sous le nom de synthèse de Baeyer-Drewsen de l'indigo, qui utilise l'orthonitrobenzaldéhyde et l'acétone (en présence de soude diluée, d'hydroxyde de baryum, ou d'ammoniaque). Il décrit la structure chimique de l'indigo en 1883. Grâce à ses travaux, il est un contributeur important du développement de la chimie industrielle allemande liée aux colorants.